# Campeonato Mundial de Ciclismo en Pista de 1913
El XXI Campeonato Mundial de Ciclismo en Pista se celebró en Leipzig y Berlín (Alemania) entre el 23 y el 31 de agosto de 1913 bajo la organización de la Unión Ciclista Internacional (UCI) y la Federación Alemana de Ciclismo.
Las competiciones se realizaron en el Velódromo del Sportplatz (Leipzig) y en el Estadio del Emperador Guillermo (Berlín). En total se disputaron 4 pruebas, 2 para ciclistas profesionales y 2 para ciclistas aficionados o amateur.

## Medallistas

### Profesional
| Evento      | Oro                   | Plata                        | Bronce                       |
| ----------- | --------------------- | ---------------------------- | ---------------------------- |
| Velocidad   | Walter Rütt Alemania  | Thorvald Ellegaard Dinamarca | André Perchicot Francia      |
| Medio fondo | Paul Guignard Francia | Jules Miquel Francia         | Richard Scheuermann Alemania |

### Amateur
| Evento      | Oro                          | Plata                  | Bronce                        |
| ----------- | ---------------------------- | ---------------------- | ----------------------------- |
| Velocidad   | William Bailey Reino Unido   | Harry Ryan Reino Unido | Christel Rode Alemania        |
| Medio fondo | Leonard Meredith Reino Unido | Axel Beyer Alemania    | Cor Blekemolen · Países Bajos |

## Medallero
| Núm. | País         | Oro | Plata | Bronce | Total |
| ---- | ------------ | --- | ----- | ------ | ----- |
| 1    | Reino Unido  | 2   | 1     | 0      | 3     |
| 2    | Alemania     | 1   | 1     | 2      | 4     |
| 3    | Francia      | 1   | 1     | 1      | 3     |
| 4    | Dinamarca    | 0   | 1     | 0      | 1     |
| 5    | Países Bajos | 0   | 0     | 1      | 1     |
|      | TOTAL        | 4   | 4     | 4      | 12    |